# MIT Technology Review
MIT Technology Review je dvomesečni časopis u potpunom vlasništvu Masačusetskog tehnološkog instituta. Osnovan je 1899. kao The Technology Review, i ponovo je pokrenut bez The u svom nazivu 23. aprila 1998. pod tadašnjim izdavačem R. Brusom Džurnijom. U septembru 2005, naziv je promenjen pod tadašnjim glavnim urednikom i izdavačem Džejsonom Pontinom, u formu koja podseća na istorijski naziv časopisa.
Pre ponovnog pokretanja 1998. urednik je izjavio da „od starog časopisa neće ostati ništa osim imena“. Stoga je bilo neophodno napraviti razliku između modernog i istorijskog Tehnološkog pregleda. Istorijski časopis je izdavalo Udruženje MIT alumnija, i bio je bliže usaglašen sa interesima alumnija MIT-a, imao je intelektualniji ton i mnogo manji javni tiraž. Časopis, koji je od 1998. do 2005. nazivan „MIT-ov časopis za inovacije”, a od 2005. pa nadalje kao jednostavno „izdao MIT", fokusiran je na novu tehnologiju i način na koji se ona komercijalizuje; on je prodavan javnosti i namenjen višim rukovodiocima, istraživačima, finansijerima i kreatorima politike, kao i bivšim studentima MIT-a.
U 2011. godini, Technology Review je dobio Atne rider nagradu nezavisne štampe za najbolje izveštavanje o nauci i tehnologiji.

## Spoljašnje veze
- Zvanični veb-sajt